# Province de Suō

Carte des anciennes provinces du Japon avec Suō mise en évidence.

La province de Suō (周防国, Suō no kuni) est une ancienne province du Japon qui constitue la partie orientale de l'actuelle préfecture de Yamaguchi. Suō était bordée par les provinces d'Aki, d'Iwami et de Nagato.
L'ancienne capitale de la province était Hōfu. Durant la majeure partie de la période Muromachi, Suō fut dirigée par le clan Ōuchi, qui avait construit un château à Yamaguchi, mais fut conquise, durant la période Sengoku, par le clan Mōri, qui la dirigea à distance durant la majeure partie de la période Edo.
En 1871, elle fut réunie à la province de Nagato pour constituer l'actuelle préfecture de Yamaguchi.